# Люнеберг, Рудольф
Рудольф Карл Люнеберг (нем. Rudolf Karl Lüneburg; 30 марта 1903, Фолькерсхайм, близ Боккенема, Германия — 19 августа 1949 года, Грейт-Фолс, шт. Монтана, США) — профессор математики и оптики Института глаза Дартмутского колледжа. Получил степень доктора в Гёттингенском университете, в 1935 году эмигрировал в США.

## Биография
Учился в Гёттингенском университете, где в 1930 году получил степень доктора. После прихода национал-социалистов к власти в Германии, сначала бежал а Нидерланды, где в 1934—1935 годах работал как физик в Лейденском университете, в 1935 году эмигрировал в США. В 1935—1938 годах работал на математическом факультете Нью-Йоркского университета, в 1938—1945 годах — в научно-исследовательском отделе Spencer Lens Company, отделении American Optical Company в Рочестере (шт. Нью-Йорк). С лета 1944 года преподавал в университете Брауна, с 1946 года работал в Дартмутском институте глаза (Dartmouth Eye Institute) при университете Брауна, где занимался исследованиями в области электромагнитной теорией оптики, опубликовал несколько статей и книг. С 1946 по 1948 год он работал математиком в Институте математики и механики Нью-Йоркского университета, Марбургском университете и Дармштадтском техническом университете. Последнее место работы — профессор математики в Университете Южной Калифорнии в 1949 году.
В 1949 году Люнеберг погиб в автокатастрофе.
Труды Люнеберга по достоинству оценены только через много лет после его смерти. Было обнаружено, в частности, что ему принадлежит первый систематический вывод геометрической и дифракционной оптики, исходя из уравнений Максвелла.

## Написание фамилии
Оригинальное немецкое написание фамилии — Lüneburg. После эмиграции в США написание фамилии менялось дважды: Lueneburg, затем Luneburg. В некоторых источниках фамилия учёного неправильно пишется как Luneberg.